# Молниеносные превращения
Молниеносные превращения (фр. L'homme Protée) — немой короткометражный фильм Жоржа Мельеса. Премьера состоялась осенью 1899 года (точная дата неизвестна). В настоящее время фильм утерян.
В США фильм вышел под названием «The Lightning Change Artist».
Главную роль в фильме исполнил Леопольдо Фреголи, сменяющий за 2 минуты на экране два десятка персонажей.
Фильм интересен также тем, что был первым, в котором была сыграна роль композитора Рихарда Вагнера.

## Художественные особенности
- Длина плёнки — 39 метров.